# Salcedo de Piélagos
Salcedo de Piélagos es un barrio de la localidad de Vioño de Piélagos, en el  municipio de Piélagos (Cantabria, España), situado en el centro de la región , entre la capital Santander (23 kilómetros) y la ciudad de Torrelavega (10 kilómetros).
Esta limitado al norte con Oruña, por el sur con el barrio La Ventilla de Vioño de Piélagos, por el este con Quijano, separado por el río Pas y al noroeste, a través de los montes con el municipio de Polanco.

## Etimología
Salcedo proviene de la palabra Salce, que se refiere al nombre común que recibe la especie de sauce Salix cantabrica, que según hechos históricos abundaba en las orillas del río Pas en el momento de la fundación de la localidad, dando nombre a la misma.

## Cultura y deportes
Cuenta con una pista multiusos descubierta de dimensiones 40*20, junto a un parque infantil construido en 2007 y remodelado a principios de 2013. También cuenta con una bolera cántabra en actual estado de abandono.
- Bolos: El bolo palma, cuya tradición en esta localidad se ve reflejada en la Peña bolística Salcedo.
- Ciclismo: El deporte del ciclismo es muy notorio en esta localidad, un ejemplo de ello son la multitud de ciclistas que entrenan por esta zona. Una marca de ello es su club ciclista: Club ciclista Gorosbike-Salcedo.
- Ajedrez: El ajedrez tiene gran arraigo en esta localidad, muestra de ello es el club de ajedrez Salcedo, de importancia a nivel regional.

Cuenta con un centro cívico para actividades culturales, junto a la pista multiusos y el parque infantil, gracias a la remodelación del edificio de escolarización que en un principio albergó.
En esta localidad tiene su sede la Coral polifónica Valle de Piélagos-Salcedo.

## Fiestas
- San Sebastián-20 de enero.
- San Salvador-6 de agosto.

- Datos: Q56377342